# Newhalen (rivière)
Pour les articles homonymes, voir Newhalen.
La rivière Newhalen est un cours d'eau d'Alaska aux États-Unis, situé dans le borough de Lake and Peninsula.
Elle part de Six Mile Lake et coule en direction du sud pour se jeter dans le lac Iliamna qu'elle rejoint à cinq  kilomètres de la ville d'Iliamna. La rivière a une longueur d'environ 35 kilomètres (22 mi).

## Affluents
- Chulitna – 90 miles (145 km)
- Tlikakila – 50 miles (80 km)